# 1160
1160 (MCLX) a fost un an bisect al calendarului iulian.

## Evenimente
- 22 ianuarie: Succes naval al almohazilor asupra unei flote normande care se îndrepta către Africa de nord; ultimul punct deținut de normanzi în Africa, Mahdia, este cucerit; întregul Maghreb este controlat de către dinastia Almohazilor.
- 3 februarie: Continuându-și campania din Italia, împăratul Frederic Barbarossa ocupă orașul Crema (aliat al Milanului), după șapte luni de asediu.
- 5 februarie: În contextul rebeliunii Heiji din Japonia, întregul clan Minamoto este expulzat de către Taira no Kiyomori din Kyoto și nevoit să se refugieze în Kanto.
- 5-11 februarie: Conciliul de la Pavia, convocat de împăratul Frederic Barbarossa, care îl recunoaște ca papă pe Victor al IV-lea.
- 24 martie: Papa Alexandru al III-lea, refugiat la Tours, anatemizează pe împăratul Frederic Barbarossa și pe antipapa Victor al IV-lea.
- 18 mai: Este asasinat Erik al IX-lea Jedvardson, regele Suediei, de către Magnus Henrikson; la scurtă vreme, Erik este canonzat, devenind Erik "cel Sfânt" și patron al Suediei.
- 2 noiembrie: Are loc căsătoria dintre Henric, moștenitorul regelui Henric al II-lea al Angliei, și Margareta de Franța, fiica regelui Ludovic al VII-lea al Franței, care aduce ca dotă Gisors.
- 10 noiembrie: Conspirație a baronilor normanzi din Sicilia, căreia îi cade victimă la Palermo unul dintre favoriții regelui Wilhelm I, amiralui Maion din Bari.
- 13 noiembrie: Are loc a treia căsătorie a regelui Ludovic al VII-lea al Franței (după cele cu Eleanor de Aquitania și cu Constance de Castilla), cea cu Adele de Blois-Champagne, fiica contelui Thiebaud al II-lea de Champagne.
- 23 noiembrie: Renaud de Châtillon, principele de Antiohia, este luat prizonier de către musulmani și dus la Alep.

### Nedatate
- iulie: Noul calif al fatimizilor, al-Adid, este silit să ofere cruciaților tribut, iar vizirii din Egipt să nu se mai amestece în afacerile lor.
- După moartea lui Dharaindravarman al II-lea, imperiul khmerilor trece în puterea nepotului său, Yasovarman al II-lea; fiul conducătorului defunct, Jayavarman este alungat de la curte și silit să se exileze în statul Champa.
- Gualdim Pais întemeiază orașul Tomar, în Portugalia.
- Negustorii din Genova intră în posesia unui cartier din Constantinopol; împăratul bizantin Manuel I Comnen caută astfel să contrabalanseze tot mai puternica influență comercială a venețienilor.
- Prima atestare documentară a localității Mocrea (județul Arad).
- Puternică ofensivă a portughezilor asupra maurilor în regiunea Alentejo.
- Se desfășoară versiunea daneză a luptei dintre sacerdoțiu și Imperiu: regele Valdemar I îl susține pe suzeranul său, împăratul Frederic Barbarossa, în vreme ce arhiepiscopii de Lund, Eskil și apoi Absalon refuză să îl recunoască pe antipapa Victor al IV-lea (Ottavio di Montecelio).
- Se încheie un tratat comercial între califatul almohad și Pisa; porturile din Africa de nord se deschid comerțului cu negustorii pisani.
- Spital am Semmering este fondat de către margraful Ottokar al III-lea de Stiria.

## Arte, Știință, Literatură și Filozofie
- Se întemeiază școala din Derby, în Anglia.

## Înscăunări
- iulie: Al-Adid, calif al fatimizilor.
- Magnus Henrikson, rege al Suediei.
- Yasovarman al II-lea, împărat al khmerilor.

## Nașteri
- Abu Yakub Yusuf al II-lea, calif almohad, conducător al Marocului (d. 1199)
- Al Afdal ibn Salah ad-Din, emir al Damascului (d. ?)
- Berthold al V-lea, conte de Zahringen (d. 1218).
- David Kimhi, rabin și comentator al Vechiului Testament (d. 1235).
- Geoffroi de Villehardouin, diplomat și cronicar francez (d.c. 1212).
- Ibn al-Athir, istoric musulman din Anatolia (d. 1233).
- Inocențiu al III-lea (n. Giovanni Lotario), papă (d. 1216).
- Muhammad, sultan de Ghur (d. 1206).
- Robin Hood, erou popular englez (d. 1247).
- Simon de Montfort, conte de Leicester și cruciat francez (d. 1218)
- Taira no Noritsune, războinic japonez (d. 1185).
- Tamara, regină a Georgiei (d. 1213).

## Decese
- 16 ianuarie: Hermann al III-lea de Baden (n. ?)
- 11 februarie: Minamoto no Yoshitomo, general japonez (n. 1123).
- 18 martie: Ibn al-Qalanissi, cronicar arab (n. 1073).
- 16 aprilie: Raymond de Montredon, arhiepiscop de Arles (n. ?)
- 18 mai: Erik al IX-lea Jedvardsson, rege al Suediei, asasinat (n.c. 1120).
- 20 iulie: Petru Lombardul, filosof scolastic francez și arhiepiscop de Paris (n.c. 1100).
- 2 octombrie: Ibn-Quzman, poet arab din Cordoba (n. 1078).
- 4 octombrie: Constance de Castilla, a doua soție a regelui Ludovic al VII-lea al Franței (n. 1138).
- 10 noiembrie: Maion din Bari, amiral al regelui Wilhelm I al Siciliei (n. ?)

### Nedatate
- iulie: Al-Faiz, calif fatimid (n. ?)
- Al-Muqtafi, calif de Bagdad (n. ?)
- Dharaindravarman al II-lea, împărat în Imperiul khmer (n. ?)
- Henry de Huntingdon, istoric și cleric englez (n. 1080)
- Minamoto no Yoshihira, general japonez (n. 1140)
- Raymond du Puy, mare maestru al Ordinului ospitalierilor (n.c. 1083)
- Theodor Prodromos, poet bizantin (n. 1115)